# Carl Wernicke

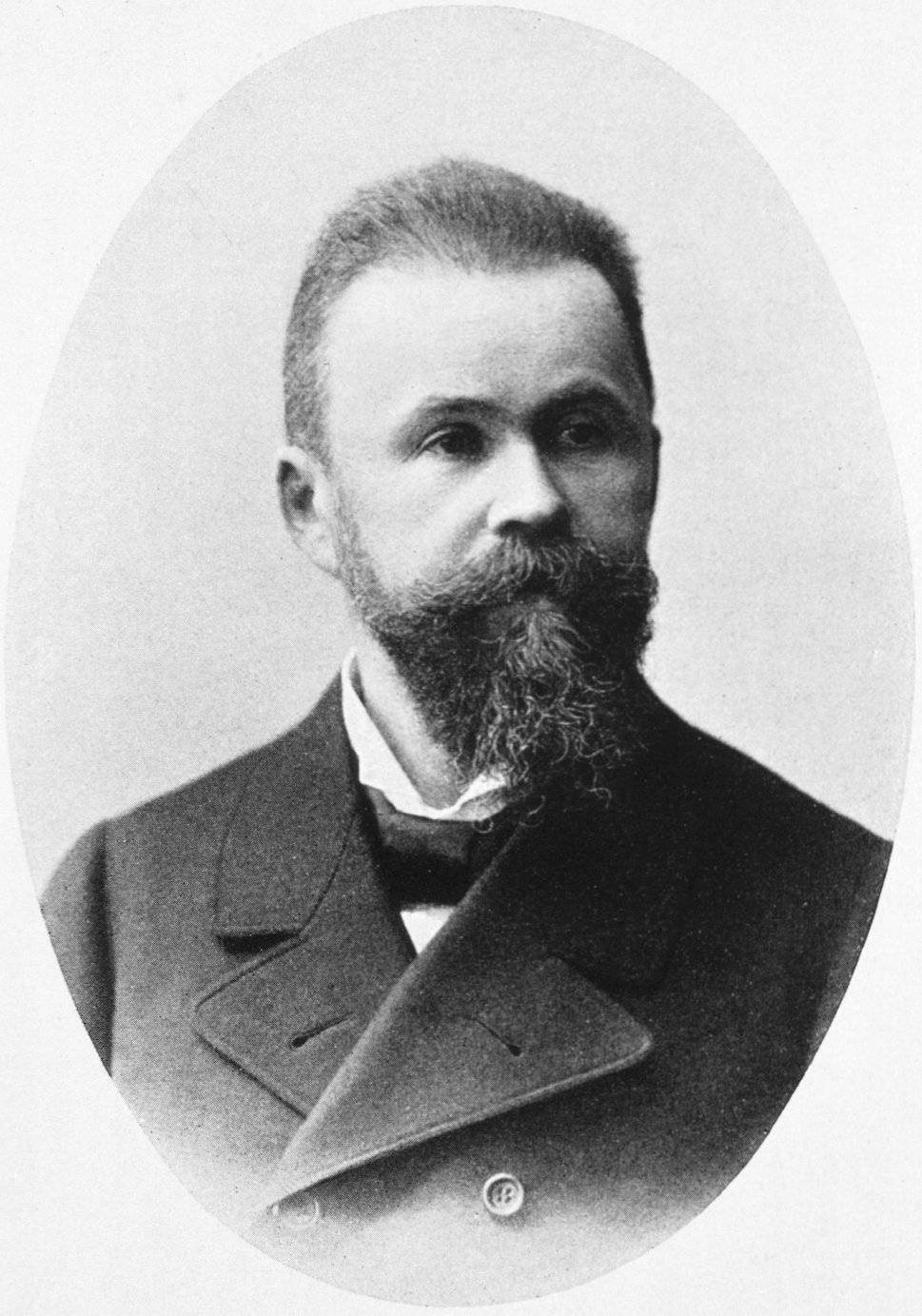
Carl Wernicke

Carl sau Karl Wernicke (n. 15 mai 1848 - d. 15 iunie 1905) a fost un medic, neurolog și psihiatru german.
a avut contribuții însemnate în clinica și anatomo- și fiziopatologia cerebrală.
A fost profesor de neuropsihiatrie la Berlin, Breslau și Halle.
Este cunoscut pentru cercetările efectuate asupra vorbirii și limbajului.
Astfel, a studiat traumatismele la nivelul ariei lui Broca și a descoperit ceea ce ulterior avea să fie denumită aria Wernicke.
Este autorul unei cărți fundamentale asupra afaziei: Der aphasische Symptomkomplex; Eine psychologische Studie auf anatomischer Basis ("Sindromul afazic; un studiu psihologic fondat pe anatomie"), apărută la Breslau în 1874.